# Route nationale 43a
La route nationale 43a (RN 43a o N 43a) è stata una strada nazionale francese del dipartimento del Nord che partiva da Aniche e terminava a Rouvignies, passando per Abscon, Escaudain e Denain. Rappresentava un collegamento tra l'ex N43 e l'ex N29. Negli anni settanta divenne parte della nuova N45 ed oggi è perciò denominata D645.